# اسید آسپارتیک
اسید آسپارتیک (D-AA):

اسید آسپارتیک

یک آلفا آمینو اسید با فرمول شیمیایی بسته HOOCCH(NH2)CH2COOH است. آنیون کربوکسیلات و نمک اسید آسپارتیک به عنوان آسپارتات شناخته شده‌است. این آمینو اسید در سال ۱۸۲۷ برای اولین بار توسط Plisson مشاهده شد. این ماده دارای دو ساختار فضایی L و D است که ساختار L-آسپارتیک به‌طور طبیعی موجود بوده و ایزومر L این آمینواسید در ساخت پروتئین‌ها در طبیعت کاربرد دارد. کدون‌های این آمینواسید GAU و GAC است. ایزومر D این آمینواسید بسیار محدودتر است و در سنتزهای آنزیمی تولید نمی‌شود، اما در سنتزهای شیمیایی معمولاً مخلوط راسمیک از این دو بدست می‌آید. این آمینواسید همراه با گلوتامیک اسید به عنوان یک آمینواسید اسیدی با pka=۳٫۹ طبقه‌بندی شده‌است.

## خصوصیات
اسید آسپارتیک به‌طور طبیعی درون بدن در غده هیپوفیز، هیپوتالاموس و بیضه‌ها یافت می‌شود و نقش اساسی آن افزایش سطح تستوسترون در بدن می‌باشد که موجب افزایش تولید هورمون‌های رشد و بهبود توان جنسی می‌گردد، همچنین آسپارتیک توان انسان را افزایش می‌دهد، به درمان اختلال‌های عصبی کمک می‌کند، برای درمان خستگی مناسب است و نقش مهمی را در سوخت و ساز بر عهده دارد. ممکن است در اثر کاهش میزان اسید آسپارتیک انسان دچار خستگی شدید شود، زیرا با کاهش مقدار این اسید، انرژی سلولی نیز کاهش می‌یابد. این اسید برای درمان اختلال‌های عصبی و مغزی سودمند می‌باشد. اسید آسپارتیک برای ورزشکاران (خصوصاً دوپینگی‌ها) مناسب است و با کمک به دفع آمونیاک اضافی، از کبد محافظت می‌کند. اسید آسپارتیک با سایر اسیدهای آمینه ترکیب می‌شود و مولکولهایی را به وجود می‌آورد که مواد سمی را جذب و آن‌ها را از طریق جریان خون از بدن خارج می‌کند. این اسید به نقش سلول و کار مولکولهای RNA و DNA، که حامل اطلاعات ژنتیکی می‌باشند، کمک می‌کند. اسید آسپارتیک تولید ایمونوگلوبولین و پادتن‌ها (پروتئین‌های دستگاه دفاعی بدن) را می‌افزاید.